# 9277 Togashi
9277 Togashi eller 1980 TT3 är en asteroid i huvudbältet som upptäcktes den 9 oktober 1980 av det amerikanska astronom paret Eugene M. och Carolyn S. Shoemaker vid Palomar-observatoriet. Den är uppkallad efter filmskaparen Tom Togashi.
Den tillhör asteroidgruppen Vesta.